# 鶴田皓

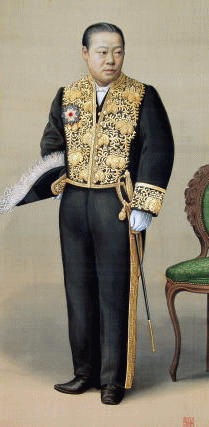
鶴田皓

鶴田 皓（つるた あきら、天保6年12月26日（1836年2月12日） – 明治21年（1888年）4月15日）は、明治時代の法制官僚。元老院議官。字は玄縞、通称は弥太郎、号は斗南。佐賀藩多久邑出身。父は多久家家臣鶴田斌。東京帝国大学法学部講師。明治法律学校名誉校員。諸法典編纂に参加。正三位勲二等。実業家・炭鉱技術者の高取伊好は弟。

## 略歴
- 幼少時は草場船山に学ぶ。
- 1853年（嘉永6年）江木鰐水に学ぶ。（のちに娘の蝶子が鰐水の五男・保男に嫁ぐ）
- 1854年（安政元年）昌平黌で安積艮斎に学ぶ。
- 1861年（万延2年）3月木下犀潭に中国法を学ぶ。
- 1869年（明治2年）大学校へ入り大学少助教となる。3年刑部大録「新律綱領」編纂。
- 1872年（明治5年）5年明法助「改定律令」編纂。江藤新平に命じられ司法省調査団として井上毅らと渡仏。ギュスターヴ・エミール・ボアソナードの講義を受ける。
- 1874年（明治7年）明法権頭となる。
- 1875年（明治8年）司法大丞一等法制官となる。
- 1877年（明治10年）太政官大書記官となる。
- 1879年（明治12年）一等法制官、検事兼元老院議官となる。
- 東洋大日本国国憲按の起草に参加。
- 1881年（明治14年）大審院検察長、陸軍刑法審査員、海軍軍律刑法審議員となり、陸軍刑法、海軍刑法、旧商法、他を起草。
- 1882年（明治15年）参事院議官となる。
- 1885年（明治18年）元老院議官へ復帰。
- 享年54。

## 栄典
位階
- 1874年（明治7年）2月18日 - 従五位[2]
- 1885年（明治18年）10月1日 - 正四位[3]
- 1886年（明治19年）10月20日 - 従三位[4]

勲章
- 1887年（明治20年）11月25日 - 勲二等旭日重光章[5]

## エピソードなど
- 1882年（明治15年）、古賀謹一郎父子、市川兼恭、津田真道、赤松則良らと高畠五郎宅で小宴し、記念写真撮影した[6]。